# Lalah Hathaway

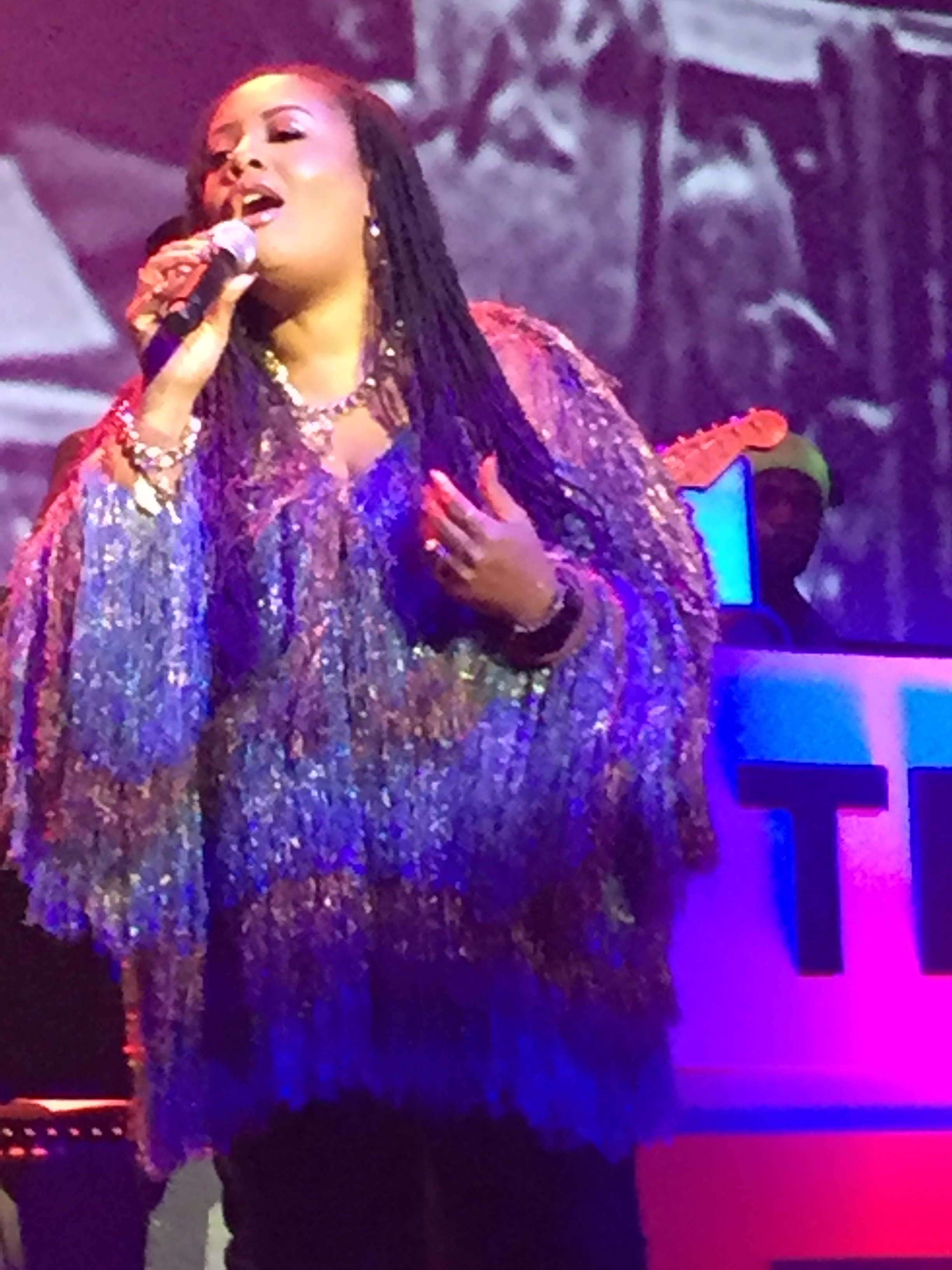
Lalah Hathaway, 2018

Lalah Hathaway (* 16. Dezember 1968 in Chicago als Eulaulah Donyll Hathaway) ist eine amerikanische Jazz-, R&B- und Gospelsängerin.

## Leben
Lalah Hathaway wurde am 16. Dezember 1968 als Tochter von Donny Hathaway geboren. 1979 wurde sie durch den Suizid ihres Vaters zur Halbwaisen. Nach ihrem Highschoolabschluss studierte sie am Berklee College of Music in Boston, Massachusetts. 1989, noch als Studentin, bekam sie ihren ersten Schallplattenvertrag bei Virgin Records und veröffentlichte 1990 ihr erstes Album, das Platz 191 der Billboard-Top-200-Albumcharts erreichte. Es folgten die Alben Night & Day (1991) und A Moment (1994). Anschließend verließ sie Virgin Records und arbeitete in den Folgejahren beispielsweise mit Mary J. Blige und Marcus Miller zusammen. 1999 unterschrieb Hathaway einen neuen Vertrag mit GRP Records, der sie zur Zusammenarbeit mit Joe Sample brachte. Das gemeinsame Album The Song Lives On stieg bis auf Platz 2 der Jazz Charts und wurde 1999 mit dem Billboard Jazz Award ausgezeichnet. 2004 folgte das Album Outrun the Sky, und 2007 wechselte Lalah Hathaway zu Stax Records. Nach weiteren Veröffentlichungen gewann Hathaway 2014 mit Snarky Puppy für ihre Interpretation von „Something“ einen Grammy in der Kategorie Best R&B Performance. Den Grammy Award for Best Traditional R&B Performance gewann sie von 2015 bis 2017 dreimal in Folge (2015 zusammen mit dem Robert Glasper Experiment).

## Diskografie

### Alben
| Jahr | Titel               | Höchstplatzierung, Gesamtwochen, AuszeichnungChartplatzierungen (Jahr, Titel, Platzierungen, Wochen, Auszeichnungen, Anmerkungen) | Höchstplatzierung, Gesamtwochen, AuszeichnungChartplatzierungen (Jahr, Titel, Platzierungen, Wochen, Auszeichnungen, Anmerkungen) | Anmerkungen                                                                             |
| Jahr | Titel               | US | R&B | Anmerkungen                                                                             |
| ---- | ------------------- | --- | --- | --------------------------------------------------------------------------------------- |
| 1990 | Lalah Hathaway      | US191 (2 Wo.)US | R&B18 (44 Wo.)R&B |                                                                                         |
| 1994 | A Moment            | — | R&B40 (11 Wo.)R&B |                                                                                         |
| 1999 | The Song Lives On   | US196 (1 Wo.)US | R&B53 (25 Wo.)R&B | Joe Sample Feat. Lalah Hathaway Platz 2 (76 Wochen) in den Billboard Jazz Albums Charts |
| 2004 | Outrun the Sky      | — | R&B34 (32 Wo.)R&B |                                                                                         |
| 2008 | Self Portrait       | US63 (3 Wo.)US | R&B6 (36 Wo.)R&B |                                                                                         |
| 2011 | Where It All Begins | US32 (2 Wo.)US | R&B7 (6 Wo.)R&B |                                                                                         |
| 2015 | Live                | US33 (3 Wo.)US | R&B2 (12 Wo.)R&B |                                                                                         |

### Singles
| Jahr | Titel Album                                  | Höchstplatzierung, Gesamtwochen, AuszeichnungChartplatzierungen (Jahr, Titel, Album, Platzierungen, Wochen, Auszeichnungen, Anmerkungen) | Höchstplatzierung, Gesamtwochen, AuszeichnungChartplatzierungen (Jahr, Titel, Album, Platzierungen, Wochen, Auszeichnungen, Anmerkungen) | Anmerkungen                                 |
| Jahr | Titel Album                                  | R&B | UK | Anmerkungen                                 |
| ---- | -------------------------------------------- | --- | --- | ------------------------------------------- |
| 1990 | Heaven Knows Lalah Hathaway                  | R&B3 (20 Wo.)R&B | UK66 (4 Wo.)UK |                                             |
| 1991 | Baby Don’t Cry Lalah Hathaway                | R&B18 (18 Wo.)R&B | UK54 (4 Wo.)UK |                                             |
| 1991 | It’s Somethin’ Lalah Hathaway                | R&B21 (13 Wo.)R&B | — |                                             |
| 1991 | I’m Coming Back Lalah Hathaway               | R&B54 (7 Wo.)R&B | — |                                             |
| 1991 | Family Affair A Moment                       | — | UK37 (5 Wo.)UK | B.E.F. feat. Lalah Hathaway                 |
| 1992 | Love Like This                               | R&B31 (12 Wo.)R&B | — | Grover Washington, Jr. feat. Lalah Hathaway |
| 1994 | Let Me Love You A Moment                     | R&B37 (20 Wo.)R&B | — |                                             |
| 2005 | Forever, For Always, For Love Outrun The Sky | R&B37 (29 Wo.)R&B | — |                                             |
| 2008 | Let Go Self Portrait                         | R&B51 (20 Wo.)R&B | — |                                             |
| 2011 | If You Want To Self Portrait                 | R&B72 (17 Wo.)R&B | — |                                             |
| 2011 | You Were Meant For Me Where It All Begins    | R&B84 (9 Wo.)R&B | — |                                             |

## Auszeichnungen
- 1999 Billboard Jazz Award, für das Jazz-Album The Song Lives On
- 2014 Grammy-Preisträger, für R&B Performance
- 2015 Grammy-Preisträger, für Traditional R&B Performance
- 2016 Grammy-Preisträger, für Traditional R&B Performance
- 2017 Grammy-Preisträger, für Traditional R&B Performance
- 2017 Grammy-Preisträger, für Best R&B Album